# Władysław Koch

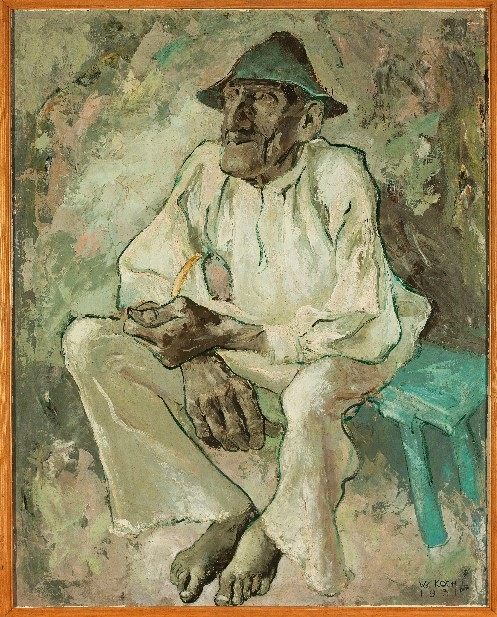
Mężczyzna z fajką – Wojciech Wirba, obraz Władysława Kocha, 1931

Władysław Koch h. Zbrojny Mąż, ps. „Mistrz” (ur. 26 sierpnia 1904, zm. 13 września 1944 w Warszawie) – polski malarz, grafik oraz powstaniec warszawski.

## Życiorys
Jego rodzicami byli Józef Stanisław i Stefania z d. Czaplicka.
Po ukończeniu gimnazjum w latach 1925–1933 studiował w warszawskiej Szkoła Sztuk Pięknych (od 1932 ASP) u Tadeusza Pruszkowskiego. Dyplom uzyskał dopiero w 1939. Był członkiem stowarzyszenia artystycznego „Szkoła Warszawska”, założonego przez drugie pokolenie uczniów prof. Pruszkowskiego. Skupieni w nim artyści pragnęli uprawiać twórczość przede wszystkim opartą na rzetelnym warsztacie malarskim.
W 1931 przeniósł się czasowo do Ochotnicy w Gorcach, niedaleko Nowego Targu. Malował tam górali oraz okoliczne pejzaże. W latach 20. i 30. XX w. artyści warszawscy wykazywali, wywodzące się jeszcze z XIX w., zainteresowanie folklorem  – zakopiańskim, podkrakowskim i huculskim – jego barwnością, malowniczością oraz egzotyką. Do Warszawy powrócił w 1932. W 1938 razem z żoną – Martą, otrzymał nagrodę za projekt dekoracji barku warszawskiego Dworca Głównego.
Od początku okupacji niemieckiej w 1939 dział w ruchu oporu. Był porucznikiem Armii Krajowej, ps. „Mistrz”. Walczył w powstaniu warszawskim – głównie na południowym Śródmieściu. Początkowo był przydzielony do plutonu 1108, Dywizjonu 7. Pułku Ułanów Lubelskich „Jeleń”. Następnie został skierowany do 3. batalion pancernego „Golski” na odcinek „Ratusz”. Poległ na ul. Śniadeckich w 44. dniu powstania.
Spoczywa na cmentarzu parafialnym w podwarszawskiej Zielonce (sektor F, rząd 10, nr grobu 25). 

### Małżeństwo
Był żonaty z Martą z d. Podoską – malarką, rzeźbiarką i ceramiczką. Poznał ją podczas studiów w SSP. Po ślubie często pracowali razem. Mieli córkę Magdalenę.

## Wybrana twórczość

### Malarstwo
- Kostnica, 1930
- 5th Avenue, 1930
- Stary góral , 1931
- Mężczyzna z fajką – Wojciech Wirba, 1931
- Portret Henryka J. Jaworskiego, 1933
- Julcia, 1933
- Cieśla, 1933
- Portret Tadeusza Pruszkowskiego, ok. 1935
- Portret, 1936

## Upamiętnienie
W 2011 w Galerii Przy Fabryczce w Wołominie została zorganizowana wystawa poświęcona artystycznemu małżeństwu – Władysławowi i Marcie Kochom. Pokazano ich prace z zakresu malarstwa, grafiki, rzeźby i ceramiki.